# Linycus barbarae
Linycus barbarae är en stekelart som beskrevs av Heinrich 1975. Linycus barbarae ingår i släktet Linycus och familjen brokparasitsteklar. Inga underarter finns listade i Catalogue of Life.